# Cupeyalla subterranea
Cupeyalla subterranea is een keversoort uit de familie boktorren (Cerambycidae). De wetenschappelijke naam van de soort is voor het eerst geldig gepubliceerd in 1975 door Zayas.